# Lathyromyza recedens
Lathyromyza recedens är en tvåvingeart som beskrevs av Fedotova och Vasily S. Sidorenko 2005. Lathyromyza recedens ingår i släktet Lathyromyza och familjen gallmyggor. Inga underarter finns listade i Catalogue of Life.